# Neogurelca
Neogurelca là một chi bướm đêm thuộc họ Sphingidae.

## Các loài
- Neogurelca himachala - (Butler 1876)
- Neogurelca hyas - (Walker 1856)
- Neogurelca masuriensis - (Butler 1875)
- Neogurelca montana - (Rothschild & Jordan 1915)
- Neogurelca mulleri - (Clark 1923)
- Neogurelca sonorensis - (Clark 1919)